# Gerd Wiltfang

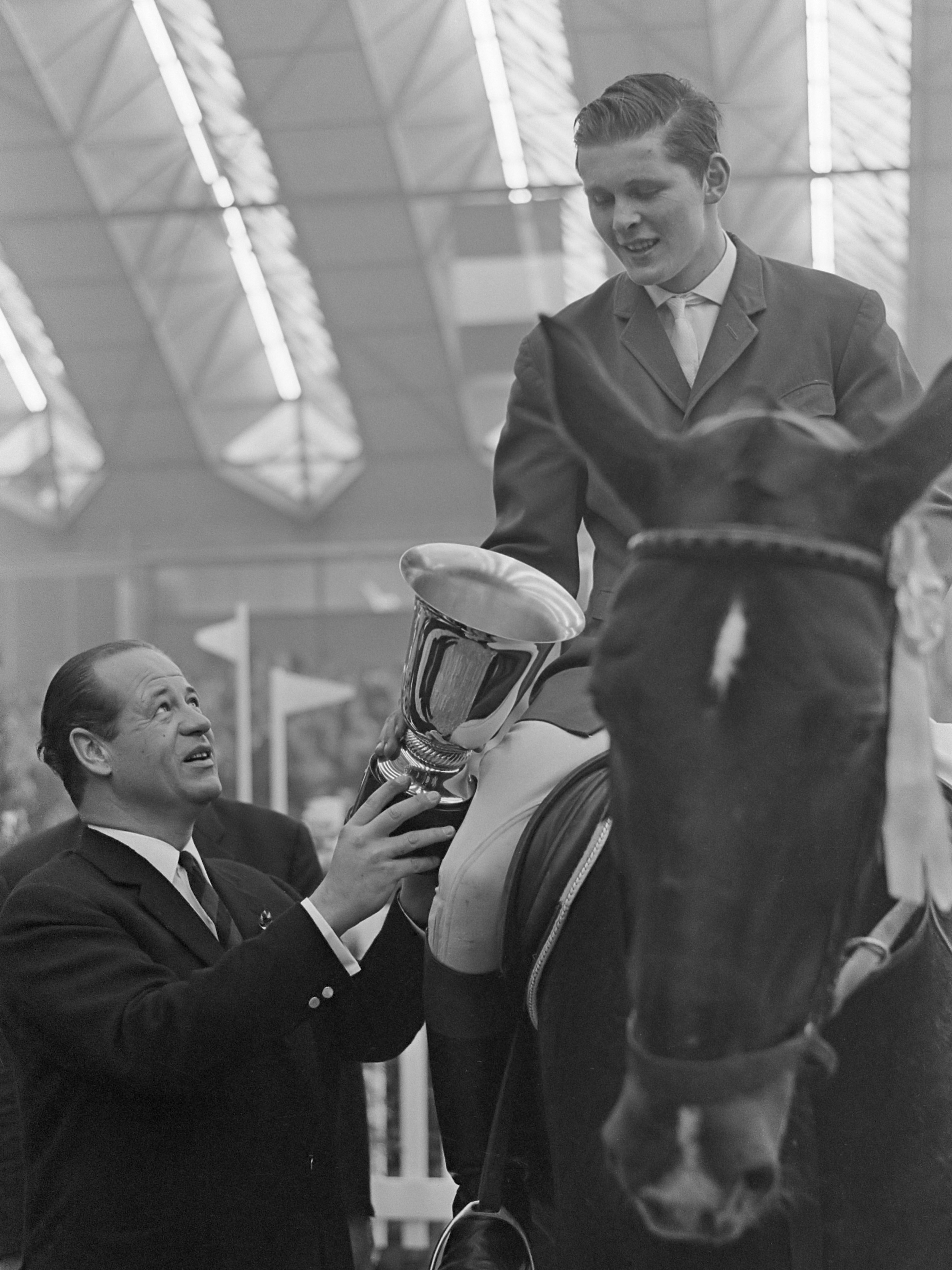
Gerd Wiltfang ontvangt een prijs uit handen van Freddy Heineken (1965)

Gerhard "Gerd" Wiltfang (Stuhr, 27 april 1946 – Thedinghausen, 1 juli 1997) was een Duits springruiter.
Samen met zijn teamgenoten werd hij olympisch kampioen op de Olympische Zomerspelen van 1972 in München. De equipe bestond uit Fritz Ligges met "Robin", Hartwig Steenken met "Simona", Hans Günter Winkler met "Torphy" en Gerd Wiltfang met "Askan".

In 1978 werd Wiltfang individueel wereldkampioen met Roman.
Vanwege de door de Verenigde Staten geleide olympische boycot in 1980 kon hij niet aan de Olympische Zomerspelen in Moskou deelnemen.
Wiltfang stierf op 51-jarige leeftijd aan hartfalen.

## Erelijst
- Olympische Spelen:
  - 1972 in München: Gouden medaille in teamverband, individueel 16e met Askan
- Wereldkampioenschappen
  - 1978 in Aken: Gouden medaille individueel met Roman
  - 1982 in Dublin: Zilveren medaille in teamverband met Roman
- Europees kampioenschap
  - 1977 in Wenen: Bronzen medaille in teamverband
  - 1979 in Rotterdam: Zilveren medaille in teamverband, gouden medaille individueel met Roman
  - 1981 in München: Gouden medaille in teamverband
- verder:
  - 1967: Jumping Amsterdam, Grote Prijs van Amsterdam met "Athlet"
  - driemaal Duits kampioen (1966, 1971, 1979)
  - eenmaal winnaar in de Grote Prijs van Aken (1976 met Davos)
  - driemaal winnaar van de Duitse springderby in Hamburg (1957, 1969, 1971)